# Bobby Robins
Robert "Bobby" Robins, född 17 oktober 1981, är en amerikansk professionell ishockeyspelare som spelar för Boston Bruins i National Hockey League (NHL). Han har tidigare spelat på lägre nivåer för Binghamton Senators, Rochester Americans, Syracuse Crunch, Albany River Rats, Abbotsford Heat och Providence Bruins i American Hockey League (AHL), Acroni Jesenice i EBEL, Elmira Jackals, Bakersfield Condors och Chicago Express i ECHL, Belfast Giants i Elite Ice Hockey League (EIHL), UMass Lowell River Hawks (University of Massachusetts Lowell) i National Collegiate Athletic Association (NCAA) och Tri-City Storm i United States Hockey League (USHL).
Han blev aldrig draftad av något lag.

## Statistik
| 2000–2001   | Great Falls Americans    | AWHL        | 59  | 22 | 22 | 44 | 151 | —  | — | — | — | —  |
| 2001–2002   | Tri-City Storm           | USHL        | 60  | 16 | 14 | 30 | 176 | —  | — | — | — | —  |
| 2002–2003   | UMass Lowell River Hawks | NCAA        | 26  | 5  | 3  | 8  | 24  | —  | — | — | — | —  |
| 2003–2004   | UMass Lowell River Hawks | NCAA        | 32  | 5  | 7  | 12 | 49  | —  | — | — | — | —  |
| 2004–2005   | UMass Lowell River Hawks | NCAA        | 34  | 9  | 9  | 18 | 86  | —  | — | — | — | —  |
| 2005–2006   | UMass Lowell River Hawks | NCAA        | 35  | 13 | 18 | 31 | 94  | —  | — | — | — | —  |
|             | Binghamton Senators      | AHL         | 16  | 4  | 3  | 7  | 19  | —  | — | — | — | —  |
| 2006–2007   | Binghamton Senators      | AHL         | 80  | 7  | 8  | 15 | 110 | —  | — | — | — | —  |
| 2007–2008   | Elmira Jackals           | ECHL        | 68  | 18 | 17 | 35 | 151 | 6  | 2 | 3 | 5 | 8  |
|             | Rochester Americans      | AHL         | 5   | 0  | 0  | 0  | 13  | —  | — | — | — | —  |
|             | Syracuse Crunch          | AHL         | 1   | 0  | 0  | 0  | 2   | —  | — | — | — | —  |
|             | Albany River Rats        | AHL         | 1   | 0  | 0  | 0  | 0   | —  | — | — | — | —  |
| 2008–2009   | Belfast Giants           | EIHL        | 43  | 21 | 25 | 46 | 79  | 2  | 1 | 0 | 1 | 4  |
| 2009–2010   | Acroni Jesenice          | EBEL        | 34  | 3  | 4  | 7  | 178 | —  | — | — | — | —  |
| 2010–2011   | Bakersfield Condors      | ECHL        | 46  | 14 | 13 | 27 | 186 | 4  | 0 | 1 | 1 | 11 |
| 2011–2012   | Chicago Express          | ECHL        | 28  | 7  | 8  | 15 | 123 | —  | — | — | — | —  |
|             | Abbotsford Heat          | AHL         | 2   | 0  | 0  | 0  | 0   | —  | — | — | — | —  |
|             | Providence Bruins        | AHL         | 33  | 2  | 10 | 12 | 150 | —  | — | — | — | —  |
| 2012–2013   | Providence Bruins        | AHL         | 74  | 4  | 7  | 11 | 316 | 12 | 1 | 1 | 2 | 69 |
| 2013–2014   | Providence Bruins        | AHL         | 68  | 5  | 9  | 14 | 221 | 9  | 1 | 0 | 1 | 30 |
| 2014–2015   | Boston Bruins            | NHL         | 1   | 0  | 0  | 0  | 7   | —  | — | — | — | —  |
| NHL totalt  | NHL totalt               | NHL totalt  | 1   | 0  | 0  | 0  | 7   | —  | — | — | — | —  |
| AHL totalt  | AHL totalt               | AHL totalt  | 280 | 22 | 37 | 59 | 831 | 21 | 2 | 1 | 3 | 99 |
| ECHL totalt | ECHL totalt              | ECHL totalt | 142 | 39 | 38 | 77 | 460 | 10 | 2 | 4 | 6 | 19 |
| EBEL totalt | EBEL totalt              | EBEL totalt | 34  | 3  | 4  | 7  | 178 | —  | — | — | — | —  |
| NCAA totalt | NCAA totalt              | NCAA totalt | 127 | 32 | 37 | 69 | 253 | —  | — | — | — | —  |
| EIHL totalt | EIHL totalt              | EIHL totalt | 43  | 21 | 25 | 46 | 79  | 2  | 1 | 0 | 1 | 4  |
| USHL totalt | USHL totalt              | USHL totalt | 60  | 16 | 14 | 30 | 176 | —  | — | — | — | —  |